# جيم كول (لاعب هوكي الجليد)
جيم كول هو لاعب هوكي الجليد كندي، ولد في 13 أغسطس 1951 في Indian Head, Saskatchewan ‏ في كندا.

## وصلات خارجية
- جيم كول على موقع HockeyDB.com (الإنجليزية)
- جيم كول على موقع Hockey-Reference.com (الإنجليزية)